# آلن بانگاس
آلن بانگاس (انگلیسی: Allan Banegas؛ زادهٔ ۴ اکتبر ۱۹۹۳) بازیکن فوتبال اهل هندوراس است.
وی همچنین در تیم ملی فوتبال زیر ۲۳ سال هندوراس بازی کرده است.